# 東北大学加齢医学研究所
東北大学加齢医学研究所（とうほくだいがくかれいいがくけんきゅうしょ、英: Institute of Development, Aging and Cancer, 略称：加齢研、IDAC）は、東北大学の附置研究所で、高齢になるにつれ罹りやすくなる疾病の仕組みを解明、制御、克服することを目的とする研究所である。
共同利用・共同研究拠点に指定されている。
東北大学星陵キャンパス内に所在する。

## 概要
1941年、東北帝国大学抗酸菌病研究所として設立。結核とハンセン病の克服を目的とした。
抗生物質の開発などにより昭和20年代後半に結核の死亡率が急速に低下する中で、昭和30年代初めには、研究の方向性を、がん制圧、特に肺癌制圧に向けて大きく舵を切ることとなる。
1993年に加齢医学研究所へと改称、改組し、設置目的を「難治癌および加齢脳疾患の制御」とする。
2009年6月、文部科学省の共同利用・共同研究拠点「加齢医学研究拠点」に認定される。2010年度に、加齢制御、腫瘍制御、脳科学の3研究部門体制に改組した。
東北大学では、2006年から「スマート・エイジング」（健康寿命の実現）を提唱している。加齢の制御機構と加齢関連疾患に関して多階層的な医学研究を行い、超高齢社会に対応する医学的な支援や方策を発信することを目的としている。

## 組織

### 研究部門
- 加齢制御研究部門
  - 遺伝子発現制御分野
  - 遺伝子導入研究分野
  - 生体防御学分野
  - 基礎加齢研究分野
  - モドミクス医学分野
  - 生体代謝制御学分野
  - プロジェクト研究推進分野
  - イン・シリコ解析研究分野

- 腫瘍制御研究部門
  - 腫瘍循環研究分野
  - 分子腫瘍学研究分野
  - 腫瘍生物学分野
  - 臨床腫瘍学分野
  - 呼吸器外科学分野

- 脳科学研究部門
  - 神経機能情報研究分野
  - 応用脳科学研究分野
  - 人間脳科学研究分野
  - 機能画像医学研究分野
  - 老年医学分野
  - 認知健康科学研究分野

- 寄附研究部門
  - 認知機能発達（公文教育研究会）寄附研究部門

### 附属施設
- 附属医用細胞資源センター

- 非臨床試験推進センター
  - 非臨床試験推進分野
  - 心臓病電子医学分野
  - ユビキタスセンサー研究分野
  - 生体計測研究分野
  - 呼吸不全電子医学分野

- 環境ストレス応答研究センター

### 共通研究施設
- 実験動物管理室（動物実験施設腫瘍分室）
- 共通機器管理室
- 広報情報室
- 事務部

## アクセス
〒980-8575 宮城県仙台市青葉区星陵町4-1

## 沿革
- 1941年12月15日 東北帝国大学抗酸菌病研究所設置。（内科学、癩、病理解剖の3研究部門）
- 1964年4月1日 抗酸菌病研究所附属病院設置（1966年7月1日 開院）
- 1977年3月23日 星陵地区の現在地に研究所棟新築・移転。
- 1980年3月31日 星陵地区の現在地に附属病院等新築・移転。
- 1993年4月1日 加齢医学研究所へ改組。（5研究部門16研究分野）
- 1997年4月1日 癌細胞保存施設を附属医用細胞資源センターへ改組。
- 2000年4月1日 加齢医学研究所附属病院の廃止、医学部附属病院との統合（医療機関としての加齢医学研究所附属病院は、学内措置で2000年9月30日まで存続）
- 2002年3月25日 旧病院棟を改修し、プロジェクト総合研究棟竣工。
- 2004年4月1日 附属ゲノムリサーチセンター設置。
- 2007年4月 ブレイン・ダイナミクス研究棟竣工。
- 2008年4月 ブレイン・イメージング研究棟竣工。
- 2009年
  - 3月25日 実験研究棟改修。
  - 4月1日 遺伝子実験センター設置。
  - 10月1日 附属スマート・エイジング国際共同研究センター設置。
- 2010年4月1日 単独型共同利用・共同研究拠点「加齢医学研究拠点」に認定。
- 2011年
  - 2月15日 スマート・エイジング国際共同研究センター棟竣工。
  - 3月31日 附属ゲノムリサーチセンター廃止（代謝制御分野に転換）
- 2017年
  - 3月31日 附属スマート・エイジング国際共同研究センター廃止。
  - 4月1日 スマート・エイジング学際研究重点拠点から、スマート・エイジング学際重点研究センターへ改組。